# 井尻愛紗
井尻 愛紗（いじり あいさ、ラテン文字表記: Aisa Ijiri, 1981年4月20日 - ）は、日本のピアニスト。2010年スタインウェイ・アンド・サンズ社より最年少日本人スタインウェイ・アーティストとして認定され、2014年にはEuropean Commission (欧州委員会) より英国代表アーティストに推薦された。2018年、英国王立音楽大学日本人名誉代表(Royal College of Music Japanese Honorary Representative)に任命されたロンドン在住のピアニスト。

## 人物概要

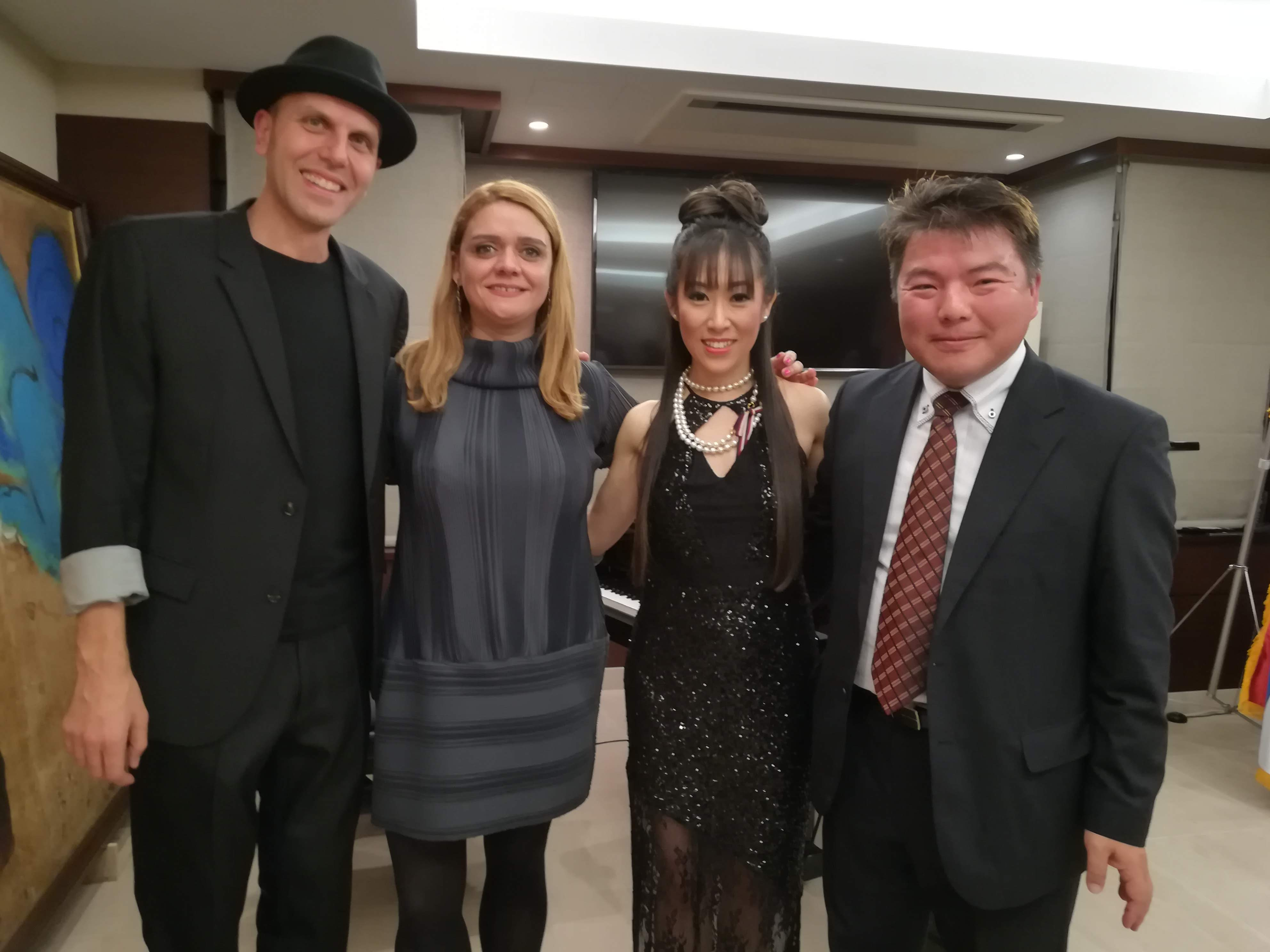
2019年11月に駐日セルビア大使館で開催されたコンサート終了後の集合写真。左から順に、アンドリヤ・パヴロヴィチ、ソーニャ・ロンチャル、井尻愛紗、榊原平。

1981年4月20日、京都市生まれ。幼少より競泳、陸上競技 (100m・200m走)、フィギュアスケート、スキー、絵画、書道、ピアノと才能を発揮し、中学校陸上競技選手権大会、ピアノコンクール全国大会、絵画・書道・エッセイにおいても、知事賞、優勝、数々のメダルを受賞した。10代で単身ピアノ渡欧。2004年、日本人として初めてスウェーデン政府より全奨学金を授与され、ストックホルム王立音楽大学を卒業。2005年ギルドホール音楽演劇学校 (Guildhall School of Music & Drama) 上級演奏科修士号、2007年英国王立音楽大学アーティスト・ディプロマ（国家演奏家資格）並びに、最優秀賞を取得。2009年滋賀県文化奨励賞を受賞。2010年スタインウェイ・アンド・サンズ社より最年少日本人スタインウェイ・アーティストとして認定され、2014年にはEuropean Commission (欧州委員会) より英国代表アーティストに推薦され欧州コンサートツアーを行う。2018年、英国王立音楽大学日本人名誉代表(Royal College of Music Japanese Honorary Representative)に任命された。現在ロンドン在住。

## 来歴
７歳にて、京都府民ホール・アルティで開催されたピアノコンサートシリーズに最年少ピアニストとして招かれ、ベートーヴェンのピアノソナタを披露し一躍注目を集めた。以来、日本国内またヨーロッパで開催された国際ピアノコンクールにて優勝・入賞。14歳で、ワルシャワ・フィルハーモニック・コンサートホール (Warsaw Philharmonic Concert Hall) にてCapella Cracoviensisとピアノコンチェルトを共演。陸上競技にピリオドを打った15歳の時、ストックホルムのコンサートハウス (Konserthuset) にてリサイタル、ヨーロッパ・デビューを飾る。
2010年東京オペラシティにてデビューリサイタルを開催、「感受性に満ちた鮮明な演奏、優れた創造力を持つアーティスト」と絶賛され、2011年NATプロデュースによるピアノソロ・アルバム『Pilgrimage－ピアノと歩む巡礼の旅』をリリース。同年、ロンドンのセント・マーティン・イン・ザ・フィールズで開催されたリサイタル・シリーズにて、世界の若手ピアニスト "Pianist of the World Series 2011" に選ばれた。
これまでに、ウィグモア・ホール、カーネギー・ホール、Wimbledon International Music Festival、Abbotsholme Arts Society、スリー・クワイア・フェスティバル（音楽祭会長: チャールズ3世（当時皇太子））、Lichfield Festival、North Wales International Concert Series、Whitstable Music Society、Bath Recital Artist Trust、Leeds International Concert Season、The International Chopin Piano Festival in Duszniki-Zdrój、Cadogan Hall、Fairfield Halls、LSO St Luke's、Sheldonian Theatre (オックスフォード)、St.George's Bristol、Kolarac Great Hall (ベオグラード)、Teatro Carlo Felice (ジェノヴァ)、いずみホール (大阪）他、世界一流の国際音楽祭やコンサートホールより招待を受け、ピアノソロリサイタルまた室内楽コンサートを開催し、その演奏は、英国放送協会BBCテレビ、BBC Radio 3、マルタテレビPBS、セルビア国営テレビRTSでも放送されている。コンチェルトソリストとしては、大阪センチュリー交響楽団と、ラフマニノフ・ピアノ協奏曲第2番（川瀬賢太郎指揮/2007年）、ショパン・ピアノ協奏曲第1番（ケン・シェ指揮/2008年)、オーケストラ･ムジカ･チェレステ（篠崎靖男指揮/2009年）とグリーグ･ピアノ協奏曲、ロンドンのCadogan HallにてOrion Symphony Orchestra (Toby Purser指揮/ 2015年)とフランツ・リスト・ピアノ協奏曲第2番、Cranbrook Symphony Orchestra、Bushey Symphony Orchestra (George Vass指揮/ 2016年) とモーツァルトのピアノ協奏曲を共演。
現代音楽の世界初演の舞台も数多く、Brighton Japan Festival '13 にて世界初演したウェールズ出身の作曲家で現在PREPでも活躍するLlywelyn ap Myrddinのピアノ曲はBBC Radio3 ブロードキャストで人気を集め、2014年 WW Records プロデュースによる『SAKURA』をリリース。その反響によりLlywelyn ap Myrddinの新曲ピアノソロレコーディング活動を続け、それにリミックスを加えた斬新なアルバム "WW 2.0" (2015年) と "PRELUDES" (2016年) を同レーベルでリリースしている。
2016年、スタインウェイ・アンド・サンズ社が開発した最新ピアノ・iPadで制御された自動演奏システム "SPIRIO" のレコーディング・アーティストとして契約、また 東京国際ピアノ協会 (TIPA) の芸術監督に就任した。2016年10月にはN.A.Tプロデュースよる新アルバム『Ailes d'amour - 愛の翼 -』のリリースコンサートを、東京の紀尾井ホールにて開催。2017年には、ロンドンの St. John Smith Square、ニューヨークのカーネギー・ホールにてリサイタルを開催。2018年にはClassic FMでもその演奏が放送された。
2019年11月1日、セルビア出身のピアノデュオ「LPデュオ」（ソーニャ・ロンチャルとアンドリヤ・パヴロヴィチ）と共に東京の駐日セルビア大使館でコンサートを公演した。